# Ducado de Canalejas
Duque de Canalejas é o título concedido por Alfonso XIII após o assassinato de José Canalejas Méndez em 1912. O duque atual de Canalejas é José Manuel Canalejas Huertas.

## Ligação externa
- Decreto real de 23 de novembro de 1912
- B.O.E. 29/03/1997